# Radikal 46

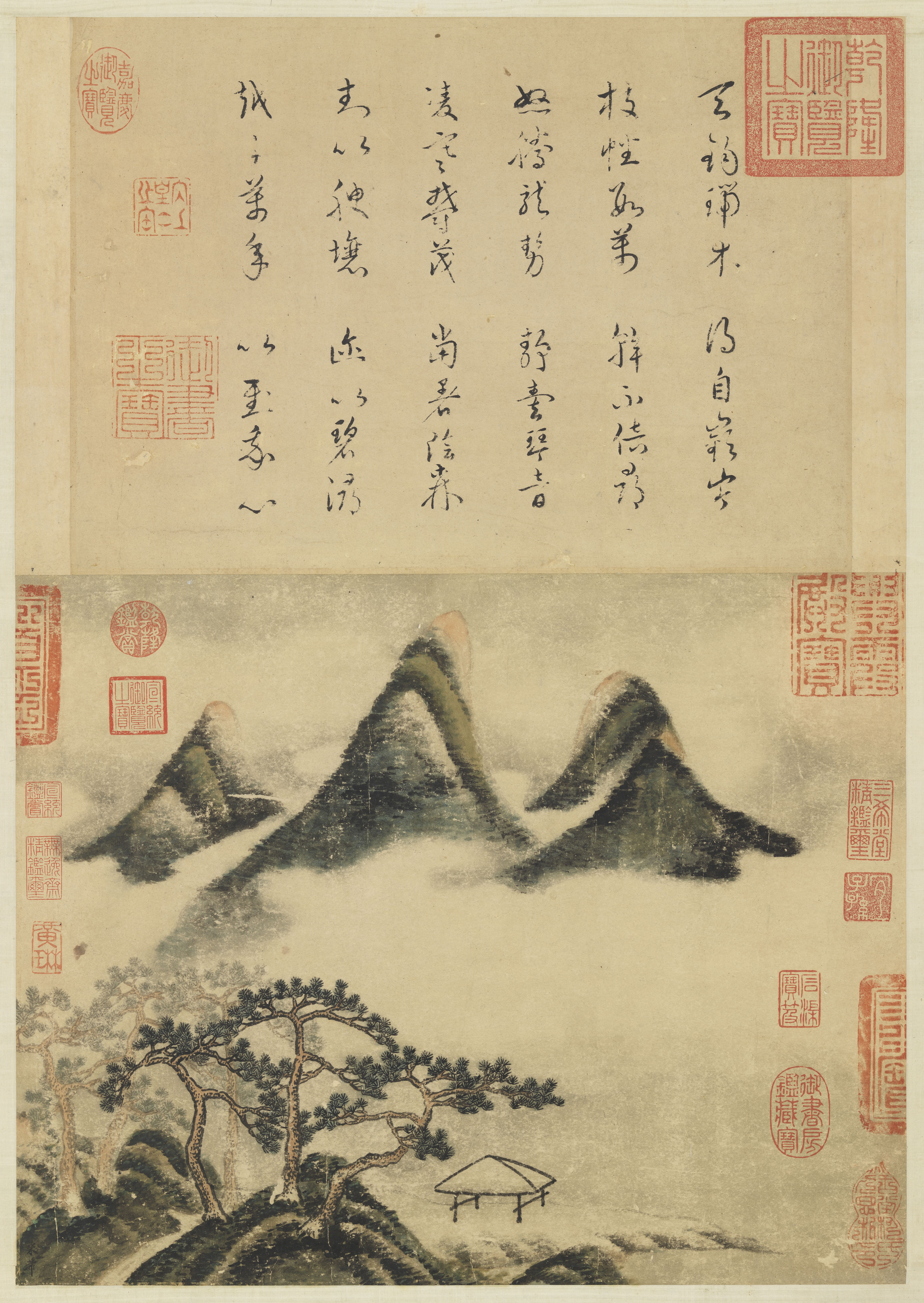
Berge und Kiefern im Frühling, Gemälde von Mi Fei

 Das Radikal 46 mit der Bedeutung „Berg, Gebirge“ ist eines von 31 der 214 traditionellen Radikale der chinesischen Schrift, die mit drei Strichen geschrieben werden.
Das Radikalzeichen sieht dem  kyrillischen Zeichen Ш (ʃ) ähnlich.
Mit 154 Zeichenverbindungen in Mathews’ Chinese-English Dictionary gibt es sehr viele Schriftzeichen, die unter diesem Radikal im Lexikon zu finden sind.
In Kurzzeichen-Wörterbüchern nimmt dieses Radikal eine andere Position in der Radikalliste ein. Im Neuen chinesisch-deutschen Wörterbuch steht das Radikal Berg an der 60. Stelle.
Das Schriftzeichen entwickelte sich aus der bildlichen Darstellung eines Berges mit drei Gipfeln. Es gehört daher zu den Piktogrammen. Als Sinnträger stellt 山 geologische, bergige Zusammenhänge wie zum Beispiel:
| Zeichen | Erklärung |
| ------- | --- |
| 岩      | Das Schriftzeichen für Felsen setzt sich zusammen aus dem Radikal 山 (= Berg) und dem Radikal 112 石 (= Stein). |
| 岳      | Das Schriftzeichen, das einen „hohen Berg“ (zum Beispiel den Qomolongma – der chinesische Name Zhūmùlǎngmǎ Fēng 珠穆朗玛峰 ist eine phonetische Wiedergabe des Tibetischen) bezeichnet setzt sich zusammen aus dem Radikal 山 und dem Zeichen, das auch in dem Namen Yue Fei vorkommt und die Aussprache des Zeichens andeutet. |
| 峡      | Das Schriftzeichen für Schlucht setzt sich zusammen aus dem Radikal 山 und einem Zeichen, das die Aussprache des Zeichens andeutet. |
| 峠      | Das japanische Zeichen (Kokuji = in Japan entwickelte Schriftzeichen) für Pass setzt sich zusammen aus dem Radikal 山 und den Schriftzeichen für oben (上) und unten (下). |

Auch 崇 (= hoch aufragend) hat mit Bergen zu tun.

## Schriftzeichenverbindungen, die vom Radikal 46 regiert werden
| Striche | Zeichen |
| ------- | --- |
| +0      | 山 |
| +01     | 乢 屲 |
| +02     | 屳 屹 屺 屻 屼 屽 屾 屿 岀 岁 岂 岃                                                                                           |
| +04     | 岄 岅 岆 岇 岈 岉 岊 岋 岌 岍 岎 岏 岐 岑 岒 岓 岔 岕 岖 岗 岘 岙 岚 岛 岜                                                    |
| +05     | 岝 岞 岟 岠 岡 岢 岣 岤 岥 岦 岧 岨 岩 岪 岫 岬 岭 岮 岯 岰 岱 岲 岳 岴 岵 岶 岷 岸 岹 岺 岻 岼 岽 岾 岿 峀 峁 峂 峃 峄 峅    |
| +06     | 峆 峇 峈 峉 峊 峋 峌 峍 峎 峏 峐 峑 峒 峓 峔 峕 峖 峗 峘 峙 峚 峛 峜 峝 峞 峟 峠 峡 峢 峣 峤 峥 峦 峧                         |
| +07     | 峨 峩 峪 峫 峬 峭 峮 峯 峰 峱 峲 峳 峴 峵 島 峷 峸 峹 峺 峻 峼 峽 峾 峿 崀 崁 崂 崃 崄 崅                                     |
| +08     | 崆 崇 崈 崉 崊 崋 崌 崍 崎 崏 崐 崑 崒 崓 崔 崕 崖 崗 崘 崙 崚 崛 崜 崝 崞 崟 崠 崡 崢 崣 崤 崥 崦 崧 崨 崩 崪 崫 崬 崭 崮 崯 |
| +09     | 崱 崲 嵟 嵠 嵡 嵢 嵣 嵤 嵥 嵦 嵧 嵨 嵩 嵪 嵫 嵬 嵭 嵮 嵯 嵰 嵱 嵲 嵳 嵴 嵵 嵶 嵷 嵸 嶋                                        |
| +11     | 嵹 嵺 嵻 嵼 嵽 嵾 嵿 嶀 嶁 嶂 嶃 嶄 嶅 嶆 嶇 嶈 嶉 嶊 嶌 嶍 嶎                                                                |
| +12     | 嶏 嶐 嶑 嶒 嶓 嶔 嶕 嶖 嶗 嶘 嶙 嶚 嶛 嶜 嶝 嶞 嶟 嶠 嶡 嶢 嶣 嶤 嶥                                                          |
| +13     | 嶦 嶧 嶨 嶩 嶪 嶫 嶬 嶭 嶮 嶯 嶰 嶱 嶲 嶳 嶴 嶵 嶶                                                                            |
| +14     | 嶷 嶸 嶹 嶺 嶻 嶼 嶽 嶾 嶿 |
| +16     | 巀 巁 巂 巃 巄 巅 |
| +17     | 巆 巇 巈 巉 巊 巋 巌 |
| +18     | 巍 巎 巏 巐 |
| +19     | 巑 巒 巓 巔 巕 |
| +20     | 巖 巗 巘 巙 巚 |

 Im Unicodeblock Kangxi-Radikale ist das Radikal 46 unter der Codepointnummer 12.077 (U+2F2D) codiert.